# برایان اشمیت
برایان پل اشمیت (به انگلیسی: Brian Paul Schmidt) استاد برجسته، همکار شورای پژوهش استرالیا و اخترفیزیکدان دانشگاه ملّی استرالیا، رصدخانه مونت استروملو و دانشکده تحقیقات ستاره‌شناسی و فیزیک نجومی می‌باشد. او به دلیل ارائه شواهدی از شتاب در انبساط جهان همراه آدم ریس و سال پرلموتر برنده جایزه شاو در سال ۲۰۰۶ و جایزه نوبل فیزیک در سال ۲۰۱۱ شد.